# 010 (アルバム)
『010』（テン）は、日本のロックバンドであるTHE MAD CAPSULE MARKETSの9枚目のアルバム。

## 背景
アルバム『OSC-DIS』（1999年）リリース後、同年11月には上田剛士と宮上元克はコンピレーションアルバム『YMO REMIXES TECHNOPOLIS 2000-01』に「東風」のリミックスで参加、さらに上田は映画『ゴジラ』のリミックス集である『DESTOROY THE MONSTERS』に「Godzilla Walk」で参加する。また翌2000年の3月には上田が楽曲提供したPlayStation 2用ゲームソフト『リッジレーサーV』が発売されるなど、この時期は他者の企画作品への参加が相次いだ。 
バンドとしての活動は、1月に『OSC-DIS』からの3枚目のシングルとなる「GOOD GIRL〜Dedicated to bride 20 years after」、ビデオ『OSC-DIS VIDEO』、LP盤『OSC-DIS』を同時リリースし、さらに同日からクラブチッタ川崎を皮切りに全国ツアー「OSC-DIS 2000 TOUR」を26都市全32公演実施する。その後、8月には富士急コニファーフォレストや大阪WTCオープンスタジアムにて実施された「SUMMER SONIC2000」、千葉マリンスタジアムにて実施された「AIR JAM2000」など、イベントライブにも積極的に参加している。 
また、同バンドの曲がコンピレーションアルバムに収録される機会が増え、「CRASH POW (Digital Hardcore Mix)」がアルバム『DR.SPEEDLOVE PRESENTS VOL.2』に収録された他、「ALL THE TIME IN SUNNY BEACH」がアルバム『MEGALOMANIACS SHOW TIME!』に収録されている。しかし、2000年には新作のシングルやアルバムはリリースされていない。
2001年に入り、同バンドはアメリカ合衆国を主体としたレーベルPalm Picturesと契約し、日本国外でのリリース体制が整った形となる。9月にはアメリカ、ヨーロッパで前作『OSC-DIS』がリリースされ、イギリスのロック専門誌『ケラング!』で最高得点である5点満点を獲得するなど、高評価を得た。
この時期に関し、上田は「すごく充実しているっていうか、自分らがやりたいことがやれて、それに対してちゃんと応えが返ってきてる時期」、宮上は「実際やってみて、俺達本っ当に勝負できるなって実感できたよね。全然見劣りしてないし。うん、本当の意味で勝負できる時が来たなってことはすごい感じた」と語っている。 
日本国内では、3ヶ月連続リリースとして、5月にその第一弾として14枚目となるシングル「CH(A)OS STEP」がリリース、さらに6月には第二弾として15枚目となるシングル「GAGA LIFE.」がリリースされ、7月発売の本作が3ヶ月連続リリースの第三弾となっている。ちなみに、本作のタイトル「010」は、メジャーデビュー10周年を記念して名づけられている。

## 録音
本作のレコーディングは、2001年に世田谷にあるウエストサイドスタジオ、横浜にあるスタジオヤヤ、渋谷にあるスタジオサンシャイン、横浜にあるランドマークスタジオにて行われた。 
KYONOによれば、本作では声にかけているエフェクターを変更し、それによって「生の声を生かした歪みが出る」という。また、上田は曲に合わせてKYONOのボーカル部分の歪みかたを変えているといい、「一曲の中でも、KYONOの歌い方を聞きながら、ツマミ変えてますね。たとえば、"あいうえお"ってあったら、"あ"と"う"と"お"で歪みが違いますね」と語っている。
上田によれば、機材は前作『OSC-DIS』と特に変更はなく、新しく導入したシンセサイザーはローランドのMC-307だけであるという。そのため本作の特徴としては新しく機材を導入したことよりも、自分達が機械に対する理解が深まったことが要素として大きいと述べている。 
上田は本作に関し、細かいディテールまでこだわって制作しており、CDをプレスする工場まで選定している。これは、前作がマスタリング終了時とプレスされたCDとで音が異なることに不満を抱いたためであり、先行シングルの2曲も2箇所のプレス工場で試したものを聴き比べして選定したという。上田は「できることならば、全部マスタリングルームでCD-R焼いて渡したいくらい」と述べている。
本作のレコーディングの期間はそれほどかかっていないが、所持しているサンプラーをすべて使用して聞き比べをするなど、音質に対する細部のこだわりからくる作業などによりレコーディング後の作業が長引き、6月末までの半年以上かかっているという。そのため、本来はレコーディング後に休暇がある予定だったが、全く休暇がないまま半年過ぎてしまったという。
また、レコーディングにはかつてのメンバーであった室姫深こと児島実がギターとして参加している。

## 音楽性
基本的には前作『OSC-DIS』と同じ路線であるが、よりテクノ的な要素が強まり、ポップな曲が増えている。
上田は本作のために大量の曲を作成し、その中から制作したい曲を選んだ結果、ポップな曲とダークな曲がバランスよく選定される結果になったと語る。 
また、曲順はすべてレコーディング前に決定しており、曲によっては次の曲のイントロに合わせてアウトロのアレンジを考えているという。
歌詞に関して、KYONOは「自分が普段、思っていることというよりは、その音に影響を受けて生まれてくる言葉」を使用していると語り、今回初の試みとしてMTRからMDに録音したものを別の場所にいながらやり取りしていたという。
ドラムに関して宮上は、「今まで、なんか線の細い感じだったんで、もっと生っぽくというか、太い感じにしたくて。今までデジタルで録っていたんですけど、今回は一度アナログで録って、それをデジタルにしてというやり方で、生っぽくということを意識して作っていきましたね」と語っている。

## リリース
2001年7月11日にスピードスター・レコードよりCD、LPの形態でリリースされた。CDの初回限定版はデジパック仕様でリリースされた。 
本作はオリコンチャートで同バンド史上最高位を記録し、全盛期を迎える事となる。
さらに、2003年にはPalm Picturesよりアメリカ合衆国でリリースされ、3月3日にはイギリスでもPalm Picturesよりリリースされている。イギリス版では、DVD『OSC-DIS VIDEO』（2001年）に収録されたミュージック・ビデオがすべて収録されたDVDが付属された。

## プロモーション
本作の収録曲でミュージック・ビデオが制作されたのはシングルとなった「CH(A)OS STEP」、「GAGA LIFE.」、「FLY HIGH」の3曲のみとなっている。この映像は長らく商品化されていなかったが、2005年にリリースされたDVD『1997-2004 VIDEO』で商品化されている。

## アートワーク
本作のアートワークは前作に続き土井宏明が担当、デザインは和田亨が担当している。
ジャケットに使用されているロボットは実在のものであり、制作期間は1ヶ月ほどであるという。制作の経緯は先行シングルにキューブリック人形を付けたことから、メンバーが軽い気持ちで発言したところ実現してしまったという。当初は同様のロボットを借用する予定であったが不可能になったため新たに制作する意図を伝えたところ、簡単に意見が通ってしまったという。
この事に関して上田は、「僕ら、音的な部分でも実験したりとか、レコーディングの形もそうなんだけど、まあ、おもしろい形というか、あんまり見たことないものとかをすごく求めるんで、周りの人も一緒になっておもしろいものを持ってきてくれるっていう」、「もちろん僕らだけの力では全然ないんだけど、そういうことができる仲間が集まってくれてるっていうのはすごく幸せですね」と語っている。

## ツアー
本作のリリース直前の6月に「東名阪 CLUB QUATTRO TOUR」と銘打ったツアーを3公演実施しており、その後11月2日の渋谷AXを皮切りに2002年1月20日のZepp TOKYOまで、全国ツアー「010 TOUR 01-02」が24都市全30公演行われている。また、ツアーファイナルとなった1月20日のZepp TOKYO公演が、バンド初となるライブ・アルバム、ライブDVDとして『020120』のタイトルでリリースされた。

## 批評
| 専門評論家によるレビュー | 専門評論家によるレビュー |
| レビュー・スコア         | レビュー・スコア         |
| 出典                     | 評価                     |
| ------------------------ | ------------------------ |
| Gb                       | 肯定的                   |
| CDジャーナル             | 肯定的                   |
| BARKS                    | 肯定的                   |

- 音楽誌『Gb』では、「今まで持っていたMADの尖った部分がさらに鋭くなり、MADが持つテーマのひとつであろう"人間とマシーンとの融合"的な部分がさらに研ぎすまされた作品に仕上がっている」、「そこまでテクノロジーを駆使した音楽を作り出しても"人間味""バンドとしての音"といった部分が、マシーンを使いこなすことによって、さらに強固なものになってきている」と同バンドの特色である生演奏とミュージックシーケンサーとの同期の完成度に関して肯定的に評価を下している[2]。

- 音楽情報サイト『CDジャーナル』では、「全米進出も決定して今後ますます目が離せない彼らだけに、必聴の強力盤」と活動に関して肯定的な評価を下している[3]。

- 音楽情報サイト『BARKS』では、「マッドなマッド節的、シーケンスサウンドと生バンドの音が今作も絶妙に融合され、さらに音圧も倍増された作品が収録されている」と生演奏とミュージックシーケンサーとの同期に関して肯定的な評価を下し、さらに「全体を通してTakeshiの曲作りのセンスが光っている」と作曲能力に関しても肯定的な評価を下している[4]。

## 収録曲
| 全編曲: THE MAD CAPSULE MARKETS。 |                      |                     |              |      |
| #                                 | タイトル             | 作詞                | 作曲         | 時間 |
| 1.                                | 「INTRODUCTION 010」 | TAKESHI UEDA        | TAKESHI UEDA | 3:07 |
| 2.                                | 「COME.」            | KYONO、TAKESHI UEDA | TAKESHI UEDA | 4:00 |
| 3.                                | 「CH(A)OS STEP」     | KYONO               | TAKESHI UEDA | 3:19 |
| 4.                                | 「GAGA LIFE.」       | KYONO               | TAKESHI UEDA | 3:59 |
| 5.                                | 「JAM!」             | KYONO、TAKESHI UEDA | TAKESHI UEDA | 4:08 |
| 6.                                | 「雲 -KUMO-」        | KYONO               | TAKESHI UEDA | 5:48 |

| #         | タイトル                     | 作詞                | 作曲         | 時間  |
| --------- | ---------------------------- | ------------------- | ------------ | ----- |
| 7.        | 「WARDANCE」                 | KILLING JOKE        | KILLING JOKE | 3:34  |
| 8.        | 「××× CAN OF THIS.」         | KYONO、J.MILES      | TAKESHI UEDA | 3:18  |
| 9.        | 「BIT CRUSHERRRR」           | KYONO、TAKESHI UEDA | TAKESHI UEDA | 3:08  |
| 10.       | 「THIS IS THE MAD STYLE」    |                     | TAKESHI UEDA | 0:33  |
| 11.       | 「GOOD DAY」                 | KYONO               | TAKESHI UEDA | 3:48  |
| 12.       | 「FLY HIGH」                 | KYONO、TAKESHI UEDA | TAKESHI UEDA | 3:51  |
| 13.       | 「NO FOOD,DRINK,OR SMOKING」 | TAKESHI UEDA        | TAKESHI UEDA | 2:43  |
| 14.       | 「R.D.M.C」                  | KYONO               | TAKESHI UEDA | 4:22  |
| 合計時間: | 合計時間:                    | 合計時間:           | 合計時間:    | 49:41 |

## 曲解説
1. INTRODUCTION 010
総合格闘家三崎和雄の入場曲として使用されている。
2. COME.
3. CH(A)OS STEP
先行シングル第1弾。かつてギターを担当していた室姫深こと児島実がゲストで参加している。
4. GAGA LIFE.
先行シングル第2弾。この曲も児島実がゲストで参加している。
5. JAM!
6. 雲 -KUMO-
7. WARDANCE
キリング・ジョークのカバー曲。
8. ××× CAN OF THIS.
9. BIT CRUSHERRRR
10. THIS IS THE MAD STYLE
児島実がゲストで参加している。
11. GOOD DAY
12. FLY HIGH
後にシングルカットされ、PVも制作された。
13. NO FOOD,DRINK,OR SMOKING
14. R.D.M.C

## スタッフ・クレジット

### THE MAD CAPSULE MARKETS
- KYONO - ボーカル
- TAKESHI UEDA - ベース、シンセサイザー、プログラミング、ボーカル
- MOTOKATSU MIYAGAMI - ドラムス、プログラミング

### 参加ミュージシャン
- TORU××× - ギター、バッキング・ボーカル
- 児島実 - ギター
- 草間敬 (KURID INT'L) - シンセサイザー、プログラミング

### スタッフ
- THE MAD CAPSULE MARKETS - プロデューサー
- KONIYANG (KURID INT'L) - レコーディング・エンジニア、ミックス・エンジニア
- 山崎和重 (FLAIR) - マスタリング・エンジニア
- 米山充 - アシスタント・エンジニア
- 佐藤宏章 - アシスタント・エンジニア
- やじまじゅんいち - インストゥルメント・テク
- J.MILES - 英語翻訳
- 横田直樹（スピードスター） - A&R
- いわほりまゆき - マネージメント
- 阿藤祐治 (DESTROYDER) - マネージメント
- 小野朗（スピードスター） - プロモーション・ヘッド
- たけだまき - デスク
- わこうのぞみ<CCC> (DESTROYDER) - デスク
- 田中智子（スピードスター） - デスク
- 田中義則 (DESTROYDER) - エグゼクティブ・プロデューサー
- 豊島直己（スピードスター） - エグゼクティブ・プロデューサー
- 後藤由多加（ユイ） - キング
- 高垣健（スピードスター） - キング
- 土井宏明 (POSITRON) - アート・ディレクション、デザイン
- 和田亨 (POSITRON) - デザイン
- 石田東　(ALOHA STATE) - 写真提供
- 米塚尚史（ハウンテッド） - アニマトロニクスロボット
- すどうまゆこ（ビクターデザインセンター） - 編集協力
- 富岡克文（ビクターデザインセンター） - ビジュアル・プランニング
- クリス・ブラックウェル - サンクス
- キム・ブイエ - サンクス
- スコット・アイゴー - サンクス
- カオル・メオム & Palm Picture - サンクス
- わたなべゆき (YWA) - サンクス
- 吉川浩司 (MIXER'S LAB) - サンクス
- たかはしただお - サンクス
- むらかみまさのぶ - サンクス
- ジョージ・カックル - サンクス
- 峰守一隆 - サンクス
- 岡ナルエ（メディコムトイ） - サンクス
- 長谷部晋也 (Rare-Craft) - サンクス
- ニッキー・ケラー - サンクス
- トニー・クロスビー - サンクス
- ピーター・ライアン - サンクス
- FENDER JAPAN.LTD - サンクス
- LUDWIG - 野中貿易 - サンクス
- PAISTE - サンクス
- モリダイラ楽器 - サンクス
- デジデザインジャパン - サンクス
- MIDIA - サンクス
- ESP - サンクス
- アイバニーズ - サンクス
- 星野楽器 - サンクス
- ヤマハ渋谷 - サンクス
- イシバシ楽器 - サンクス
- デビロック - サンクス
- インダストリアル・アンダーグラウンド - サンクス
- KAHO - サンクス
- montage - サンクス
- ピースメーカー - サンクス
- SHOCKER!!!!　- サンクス
- X-LARGE (AtoZ) - サンクス
- OSAWA-SAN - サンクス
- ENDOH-SAN (HDF) - サンクス
- YANAGIDA-KUN (MIGHTY) - サンクス
- ZIGE-SAN (UNITE) - サンクス
- OMIYA-KUN (MOP DESIGN) - サンクス
- なかやまかつや - サンクス
- ASAYAMA - サンクス
- KAZUMI - サンクス
- CHINATSU - サンクス
- TOMO - サンクス
- YUMIKO & KAREN - サンクス

## リリース履歴
| No. | 日付          | 国名           | レーベル                 | 規格     | 規格品番       | 最高順位 | 備考                         |
| --- | ------------- | -------------- | ------------------------ | -------- | -------------- | -------- | ---------------------------- |
| 1   | 2001年7月11日 | 日本           | スピードスター・レコード | CD       | VICL-60754     | 5位      | 初回限定盤のみデジパック仕様 |
| 2   | 2002年1月23日 | 日本           | スピードスター・レコード | LP       | VIJL-60110     | 5位      |                              |
| 3   | 2003年3月3日  | イギリス       | Palm Pictures            | CD + DVD | PALMCD 2111〜2 | -        | DVDは『OSC-DIS』のPVを収録   |
| 4   | 2003年        | アメリカ合衆国 | Palm Pictures            | CD       | PALMCD 2099-2  | -        |                              |